# Löffelbilch
Der Löffelbilch (Eliomys melanurus), auch Großohr-Löffelbilch, Orientschläfer oder Wüstenschläfer, ist ein Nagetier in der Gattung Gartenschläfer (Eliomys).

## Merkmale
Mit einer Kopf-Rumpf-Länge von 10 bis 18 cm, einer Schwanzlänge von 9 bis 14 cm und einem Gewicht von 45 bis 120 g ist der Löffelbilch etwa gleich groß wie der europäische Gartenschläfer (Eliomys quercinus). Auch farblich ähneln sich beide stark mit graubraunem Fell auf dem Rücken und einer weißlichen Unterseite. Dunkle Stellen um die Augen wirken wie eine Maske. Die buschige schwarze Schwanzspitze soll vermutlich Feinde verwirren.

## Verbreitung und Lebensraum
Das Verbreitungsgebiet der Art erstreckt sich in disjunkten Populationen vom nordöstlichen Libyen bis zur westlichen Arabischen Halbinsel sowie bis in die südliche Türkei. Die Lebensräume variieren von Steppen und Halbwüsten zu felsigen Regionen, ein Bewuchs mit einigen Bäumen oder Büschen ist notwendig.

## Lebensweise
Wie die anderen Gartenschläfer ist der Löffelbilch hauptsächlich nachtaktiv. Am Tage ruht er in einem Nest oder in Felsspalten. Oft dienen verlassene Nester anderer Tiere als Basis für den eigenen Nestbau. Mehrfach wurden größere Gruppen des Löffelbilchs an einem Ort beobachtet.
Die Art ernährt sich stärker von Insekten, kleinen Vögeln und anderen Nagetieren als andere Bilche. Nüsse und Früchte spielen nur eine geringe Rolle. In kälteren Regionen frisst sich der Löffelbilch im Herbst eine Fettschicht an und hält Winterschlaf.
Die runden Brutnester aus Laub und Gras werden in Baumkronen etwa drei Meter über dem Boden platziert und vom Weibchen vehement verteidigt. In der Regel erfolgt ein Wurf pro Jahr. Nach 22 bis 28 Tagen Trächtigkeit werden zwei bis acht Junge geboren. Die Entwöhnung der Jungtiere erfolgt nach vier Wochen. Löffelbilche werden etwa fünf Jahre alt.

## Bestand
Der Löffelbilch kommt vergleichsweise häufig vor und wird deshalb von der IUCN als „nicht gefährdet“ (Least Concern) gelistet.

## Belege
- Eliomys melanurus in der Roten Liste gefährdeter Arten der IUCN 2011. Eingestellt von: Amori, G., Aulagnier, S., Hutterer, R., Kryštufek, B., Yigit, N., Mitsain, G. & Muñoz, L.J.P., 2008. Abgerufen am 30. August 2011.
- All Asian garden dormouse, ARKive.org (englisch) (Memento vom 5. Februar 2019 im Internet Archive).